# Okinava (település)
Okinava száznegyvenezer lakosú város Japánban, Okinava prefektúrában, az Okinava szigeten.

## Népesség
| Lakosok száma | 130 249 | 139 279 | 142 094 |
|               | 2010    | 2015    | 2021    |